# Peggy Lindberg
Peggy Lindberg (21 de enero de 1908 - 13 de abril de 2004) fue una actriz y cantante de nacionalidad sueca.

## Biografía
Su verdadero nombre era Karin Lindberg, pero también fue conocida como Kerstin Lindberg, Peggy Ohberg y Tetti Ohberg. Nacida en Estocolmo, Suecia, debutó en el cine con la comedia dirigida en 1936 por Ragnar Arvedson y Tancred Ibsen Stackars miljonärer, rodando un total de seis producciones hasta 1941. También escribió el guion de la cinta Med livet som insats (1940).
Casada con el actor y director Åke Ohberg, la actriz falleció en el año 2004 en el sur de España. Fue enterrada en el Cementerio Norra begravningsplatsen de Estocolmo.

## Filmografía
- 1936 : Stackars miljonärer
- 1936 : Kungen kommer
- 1936 : Bröllopsresan
- 1937 : En flicka kommer till sta'n
- 1938 : Milly, Maria och jag
- 1941 : Ung dam med tur

## Teatro
- 1933 : Oss greker emellan, de Karl Gerhard, Folkan[2]
- 1934 : Kokottskolan, de Paul Armont y Marcel Gerbidon, dirección de Karl Gerhard, Folkan[3]
- 1934 : Mitt vänliga fönster, de Karl Gerhard, dirección de Karl Gerhard, Folkan[4]